# Къща музей „Чезар Петреску“
Домът паметник „Чезар Петреску“ е окръжен музей в Бущени, разположен на ул. „Тудор Владимиреску“ № 1, секция на Музея за история и археология на окръг Прахова.
Мемориалният музей „Чезар Петреску“ в Бущени е открит на 17 декември 1967 г. в къщата, в която писателят се установява през 1937 г. Интериорът на къщата запазва стария стил непокътнат: селски мебели, стара румънска керамика, статуи и картини, над 10 000 тома книги, вестници и списания разкриват две основни черти на Чезар Петреску: неговата преценка към народното изкуство и голямата му страст към книгите. Посетителят е посрещнат от признаци на приятелството на Чезар Петреску с художниците от онова време: статуите на тримата мъченици Хория, Клоска и Крисан, подарени на писателя от скулптора Оскар Хан, или картини, подписани от Изер, Джикуиди или Демиан всекидневната илюстрира любовта на писателя към популярното изкуство и добрия вкус: мебели, изработени в народен стил, керамика от Трансилвания, икона върху стъкло. Две картини, подписани от Билцю-Дънкуш, допълват този интериор. В приемния кабинет мебелите са специално поръчани според вкуса на писателя, килимът е изработен в най-автентичния олтенски стил, а завесите са изработени орнаментално върху топено платно. Библиотеката разполага с над 1700 тома, повечето от които на френски език. Вторият етаж на къщата представлява мястото, където писателят се е оттеглил да работи. Кабинетът (зимен кабинет) запазва бюрото на писателя, фотьойла и ежедневните му принадлежности, пепелника (той е запален пушач), чайника и сервиза за кафе. Летният офис е представен от верандата, където на работната маса остава още един последен артикул, а до нея на кръгла маса и до днес бди сервизът за кафе, цигари и лекарства. С изключение на спалнята всички стаи на това ниво на къщата са библиотеки, в които се помещават 10 000 тома, съставляващи библиотеката на писателя.
Сградата на музея е обявена за исторически паметник с код PH-II-mA-16385. Сградата е построена през 1918 г. от семейството на адвокатите Елена и Дионисие Хобилеску, които са живели в нея временно до 1937 г., когато е закупена от Чезар Петреску, който живее тук със семейството си от 1937 до 1961 г. Сградата е ремонтирана.